# Цзеян-Чаошань
Цзеян Чаошань (кит.упр: 揭阳潮汕国际机场; пиньинь: Jiēyáng Cháoshàn Guójì Jīchǎng; англ: Jieyang Chaoshan International Airport, ИАТА: SWA, ИКАО: ZGOW) — международный аэропорт, расположенный в восточной части провинции Гуандун в непосредственной близости к городам Цзеян, Чаочжоу и Шаньтоу, от которых и получил название: «Цзеян» вошло полностью, «Чаошань» образовано первыми иероглифами из «Чаочжоу» и «Шаньтоу».

## История
До начала функционирования аэропорта, местным пассажирским аэропортом был «Шаньтоу Вайша», на котором также базировалась военная авиация.
Строительство аэропорта началось 16 июня 2009 года, объём инвестиций составил 3,8 млрд. юаней.
15 декабря 2011 года аэропорт Цзеян Чаошань был введён в эксплуатацию и начал обслуживание авиакомпаний и пассажиров.

## Инфраструктура
Площадь терминала аэропорта составляет 55000 квадратных метров, одна половина терминала обслуживает внутрекитайские авиаперевозки, вторая половина международные включая Тайвань, Гонконг и Макао. Оснащён 12 телескопическими трапами. Обладает возможностью обслуживать до четырёх с половиной миллионов пассажиров в год.
Аэропорт связан с близлежащими городами железнодорожным сообщением. Железнодорожная станция аэропорта является пересадочным узлом двух железнодорожных линий.

## Направления
К 2016 году аэропорт ежедневно принимал и отправлял более 100 самолётов, которые связывали его с 44 аэропортами в 41 городе, среди которых крупные города Китая, а также Бангкок, Сингапур, Куала-Лумпур, Осака, Сеул, Гонконг и Тайбэй.